# Теорема Вейля про рівномірний розподіл
Теорема Вейля про рівномірний розподіл формулює критерій рівномірної розподіленості нескінченної послідовності дійсних чисел із відрізка {\displaystyle (0;1)}.
Теорему довів 1914 року і опублікував 1916 року Герман Вейль.

## Визначення
Нехай {\displaystyle \xi _{1},\xi _{2},\dots } — нескінченна послідовність дійсних чисел з інтервалу {\displaystyle (0;1)}.
Для чисел {\displaystyle a,b\in (0;1),\ a<b} позначимо через {\displaystyle \varphi _{n}(a,b)=\#\left\lbrace {k:1\leq k\leq n,\xi _{k}\in (a;b)}\right\rbrace } кількість чисел з {\displaystyle \xi _{1},\dots ,\xi _{n}}, що лежать у відрізку {\displaystyle (a;b)}.
Визначимо граничне найбільше відхилення як {\displaystyle D_{\xi }=\lim \sup _{n\to \infty }{\left({{\frac {\varphi _{n}(a,b)}{n}}-(b-a)}\right)}}.
Послідовність {\displaystyle \xi _{1},\xi _{2},\dots } називається рівномірно розподіленою в {\displaystyle (0;1)}, якщо {\displaystyle D_{\xi }=0}. Іншими словами, послідовність рівномірно розподілена в {\displaystyle (0;1)} якщо в будь-якому ненульовому відрізку частка елементів, що потрапляють у цей відрізок, прямує до частки розміру відрізка в {\displaystyle (0;1)}.

## Формулювання теореми
| Послідовність {\displaystyle \left({\xi _{n}}\right)_{n=1}^{\infty },\xi _{n}\in (0;1)} рівномірно розподілена в {\displaystyle (0;1)} тоді й лише тоді, коли для будь-якої інтегровної за Ріманом на відрізку {\displaystyle (0;1)} функції {\displaystyle f} виконується тотожність: {\displaystyle \lim \limits _{n\to \infty }{{\frac {1}{n}}\sum \limits _{k=1}^{n}{f(\xi _{k})}}=\int \limits _{0}^{1}{f(x)dx}} |

## Наслідки

### Критерій із тригонометричними сумами
Теорема Вейля дозволяє вивести прямий зв'язок рівномірності розподілу з тригонометричними сумами.
| Послідовність {\displaystyle \left({\xi _{n}}\right)_{n=1}^{\infty },\xi _{n}\in (0;1)} рівномірно розподілена в {\displaystyle (0;1)} тоді й лише тоді, коли для будь-якого цілого {\displaystyle m\not =0} виконується {\displaystyle \lim \limits _{n\to \infty }{{\frac {1}{n}}\sum \limits _{k=1}^{n}{e^{2\pi m\xi _{k}i}}}=0} |

Доведення останнього твердження проводиться аналогічно доведенню основної теореми (див. вище), тільки замість апроксимації кусково-лінійною функцією використовується апроксимація частковими сумами ряду Фур'є.
Стала {\displaystyle 0} у формулі фактично є значенням інтегралу {\displaystyle \int \limits _{0}^{1}{e^{2\pi mxi}dx}=0}.

#### Дробові частини від кратних ірраціональних
Завдяки формулюванню теореми, яка використовує тригонометричні суми, легко вивести такий результат:
| Позначимо через {\displaystyle \left\lbrace {x}\right\rbrace } дробову частину числа {\displaystyle x} Якщо {\displaystyle \xi \in {\mathbb {R} }} — ірраціональне число, то послідовність {\displaystyle \left\lbrace {\xi }\right\rbrace ,\left\lbrace {2\xi }\right\rbrace ,\left\lbrace {3\xi }\right\rbrace ,\dots ,\left\lbrace {n\xi }\right\rbrace ,\dots } рівномірно розподілена в {\displaystyle (0;1)}. |